# 王延之
王 延之（おう えんし、421年 - 484年）は、南朝宋から斉にかけての政治家。字は希季。本貫は琅邪郡臨沂県。

## 経歴
南朝宋の都官尚書の王昇之（王裕之の子）の子として生まれた。実家を出て伯父の王粲之の後を嗣いだ。州に召されて主簿となるよう命じられたが、就任しなかった。秀才に挙げられた。北中郎法曹行参軍に任じられた。北中郎将府外兵曹参軍・司空主簿となるよう命じられたが、ともに就任しなかった。中軍建平王主簿・記室に任じられ、司空府と北中郎府の職を歴任した。秘書丞に転じ、西陽王撫軍諮議・州別駕をつとめた。尋陽王冠軍や安陸王後軍司馬を歴任した。振武将軍の号を加えられ、安遠護軍・武陵郡内史に任じられたが、赴任しなかった。
大明8年（464年）、南朝宋の湘東王劉彧が衛将軍となると、延之はその下で長史となり、宣威将軍の号を加えられた。泰始2年（466年）、建安王劉休仁が赭圻の乱を討つと、延之はその下で左長史となり、寧朔将軍の号を加えられた。
延之は清貧につとめて、居宅も粗漏なものであり、南朝宋の明帝に材官を命じられると、3間の斎屋に起居した。侍中・射声校尉に転じ、着任しないうちに呉郡太守として出向した。郡太守を退任して帰ったとき、延之の財産は全く増えていなかった。吏部尚書に任じられ、侍中・右軍となったが、いずれも受けなかった。再び吏部尚書となり、驍騎将軍を兼ねた。後軍将軍・呉興郡太守として出向した。都督浙東五郡諸軍事・会稽郡太守に転じた。侍中・秘書監・晋熙王劉燮の王師となった。
昇明元年（477年）、中書令に上った。着任しないうちに尚書右僕射に転じた。昇明2年（478年）2月、尚書左僕射となった。昇明3年（479年）、使持節・都督江州豫州之新蔡晋熙二郡諸軍事・安南将軍・江州刺史として出向した。
建元2年（480年）、鎮南将軍に進んだ。延之と阮韜は、ともに南朝宋の領軍の劉湛の外甥であり、早くから名声があった。劉湛は「阮韜は後に第一たるべきであり、延之はこれに次ぐものである」と評した。延之はこの評価に不満を抱き、ことあるごとに阮韜に対抗心を燃やした。
建元4年（482年）、中書令・右光禄大夫・江州大中正となった。尚書左僕射に転じた。まもなく竟陵王蕭子良の王師を兼ねた。永明2年（484年）、病のために辞職を願い出て、南朝斉の武帝の許しをえた。特進・右光禄大夫の位を受けた。この年のうちに死去した。享年は64。散騎常侍の位を追贈された。諡は簡子といった。
子の王倫之は、南朝斉の建武年間に侍中・前軍将軍となり、さらに都官尚書・游撃将軍に転じた。

## 伝記資料
- 『南斉書』巻32 列伝第13
- 『南史』巻24 列伝第14